# دوك كوك
دوك كوك (بالإنجليزية: Doc Cook)‏ هو موزع ومدير مواهب أمريكي، ولد في 3 سبتمبر 1891 في لويفيل في الولايات المتحدة، وتوفي في 25 ديسمبر 1958.

## وصلات خارجية
- دوك كوك على موقع IMDb (الإنجليزية)
- دوك كوك على موقع ميوزك برينز (الإنجليزية)
- دوك كوك على موقع ميوزك برينز (الإنجليزية)
- دوك كوك على موقع قاعدة بيانات برودواي على الإنترنت (الإنجليزية)
- دوك كوك على موقع ديسكوغز (الإنجليزية)